# Championnat d'Équateur de football 2021
Navigation
Édition précédente Édition suivante
La saison 2021 du championnat d'Équateur de football est la soixante-troisième édition du championnat de première division professionnelle en Équateur et la troisième sous l'appellation LigaPro.
Le format est identique à la saison passée, les 16 équipes se rencontrent une fois dans la première phase, le premier est qualifié pour la Copa Libertadores 2022 et pour la finale du championnat.
Lors de la deuxième phase, les 16 équipes se rencontrent de nouveau une fois, le premier est qualifié pour la Copa Libertadores 2022 et pour la finale du championnat en match aller et retour qui détermine le champion d'Équateur.
Si les deux phases ont donné lieu à un même vainqueur, celui-ci est évidemment sacré champion sans nécessité de finale.
Les deux derniers du classement cumulé sont relégués en deuxième division.

## Qualifications continentales
Le champion d’Équateur se qualifie pour la Copa Libertadores 2022, tout comme le finaliste et les deux autres équipes les mieux classées du classement cumulé. Les trois équipes suivantes de ce même classement obtiennent leur billet pour la Copa Sudamericana 2022 ainsi que le vainqueur de la Copa Ecuador.

## Les clubs participants
- Sociedad Deportiva Aucas
- Barcelona Sporting Club
- Delfín Sporting Club
- Club Deportivo Cuenca
- Liga Deportiva Universitaria de Quito
- Club Deportivo Universidad Católica del Ecuador
- Asociación Deportiva Nueve de Octubre - Promu de Serie B
- Club Social y Deportivo Macara
- Guayaquil City Fútbol Club
- Independiente del Valle
- Club Sport Emelec
- Club Deportivo Técnico Universitario
- Mushuc Runa SC
- Orense Sporting Club
- Manta Fútbol Club - Promu de Serie B
- Centro Deportivo Olmedo

## Compétition
Le barème utilisé pour établir les différents classements est le suivant :
- Victoire : 3 points
- Match nul : 1 point
- Défaite : 0 point

### Première phase
| Rang | Équipe                     | Pts | J  | G  | N | P | Bp | Bc | Diff |
| ---- | -------------------------- | --- | -- | -- | - | - | -- | -- | ---- |
| 1    | Club Sport Emelec          | 34  | 15 | 10 | 4 | 1 | 29 | 14 | +15  |
| 2    | Barcelona Sporting Club T  | 31  | 15 | 9  | 4 | 2 | 31 | 13 | +18  |
| 3    | Independiente del Valle    | 27  | 15 | 8  | 3 | 4 | 27 | 18 | +9   |
| 4    | CDU Católica del Ecuador   | 25  | 15 | 7  | 4 | 7 | 29 | 18 | +11  |
| 5    | Mushuc Runa SC             | 25  | 15 | 7  | 4 | 4 | 29 | 21 | +8   |
| 6    | LDU Quito                  | 25  | 15 | 6  | 7 | 2 | 22 | 19 | +3   |
| 7    | Macará                     | 23  | 15 | 6  | 5 | 4 | 17 | 17 | 0    |
| 8    | 9 de OctubreP              | 20  | 15 | 6  | 2 | 7 | 22 | 21 | +1   |
| 9    | Sociedad Deportiva Aucas   | 19  | 15 | 5  | 4 | 6 | 27 | 26 | +1   |
| 10   | Delfín SC                  | 18  | 15 | 4  | 6 | 5 | 19 | 25 | -6   |
| 11   | Club Deportivo Cuenca      | 16  | 15 | 4  | 4 | 7 | 14 | 18 | -4   |
| 12   | Manta Fútbol Club P        | 16  | 15 | 4  | 4 | 7 | 18 | 25 | -7   |
| 13   | Técnico                    | 13  | 15 | 3  | 4 | 8 | 11 | 17 | -6   |
| 14   | Orense Sporting Club       | 12  | 15 | 3  | 3 | 9 | 14 | 24 | -10  |
| 15   | Guayaquil City Fútbol Club | 10  | 15 | 2  | 4 | 9 | 11 | 30 | -19  |
| 16   | Centro Deportivo Olmedo    | 9-3 | 15 | 2  | 6 | 7 | 13 | 27 | -14  |

|  | Qualification pour la finale             |
|  | T : Tenant du titre P : Promu de Serie B |

- Centro Deportivo Olmedo a une pénalité de trois points pour non règlement de dettes[1].

### Deuxième phase
| Rang | Équipe                     | Pts | J  | G  | N | P  | Bp | Bc | Diff |
| ---- | -------------------------- | --- | -- | -- | - | -- | -- | -- | ---- |
| 1    | Independiente del Valle    | 34  | 15 | 10 | 4 | 1  | 29 | 9  | +20  |
| 2    | Club Sport Emelec          | 30  | 15 | 9  | 3 | 3  | 30 | 15 | +15  |
| 3    | 9 de OctubreP              | 30  | 15 | 9  | 3 | 3  | 25 | 17 | +8   |
| 4    | CDU Católica del Ecuador   | 29  | 15 | 8  | 5 | 2  | 25 | 15 | +10  |
| 5    | LDU Quito                  | 23  | 15 | 6  | 5 | 4  | 25 | 22 | +3   |
| 6    | Delfín SC                  | 22  | 15 | 6  | 4 | 5  | 25 | 20 | +5   |
| 7    | Técnico                    | 22  | 15 | 5  | 7 | 3  | 15 | 9  | +6   |
| 8    | Sociedad Deportiva Aucas   | 20  | 15 | 5  | 5 | 5  | 20 | 17 | +3   |
| 9    | Barcelona Sporting Club T  | 20  | 15 | 6  | 2 | 7  | 20 | 20 | 0    |
| 10   | Guayaquil City Fútbol Club | 20  | 15 | 6  | 2 | 7  | 16 | 18 | -2   |
| 11   | Orense Sporting Club       | 19  | 15 | 4  | 7 | 4  | 14 | 13 | +1   |
| 12   | Club Deportivo Cuenca      | 16  | 15 | 4  | 4 | 7  | 25 | 24 | +1   |
| 13   | Mushuc Runa SC             | 16  | 15 | 4  | 4 | 7  | 12 | 21 | -9   |
| 14   | Macará                     | 13  | 15 | 3  | 4 | 8  | 18 | 29 | -11  |
| 15   | Manta Fútbol Club P        | 12  | 15 | 2  | 6 | 7  | 11 | 21 | -10  |
| 16   | Centro Deportivo Olmedo    | 1   | 15 | 0  | 1 | 14 | 9  | 49 | -40  |

|  | Qualification pour la finale             |
|  | T : Tenant du titre P : Promu de Serie B |

### Finale du championnat
Match aller le 5 décembre, match retour le 12 décembre 2021.
| Équipe 1                | Résultat | Équipe 2          | Aller | Retour |
| ----------------------- | -------- | ----------------- | ----- | ------ |
| Independiente del Valle | 4 - 2    | Club Sport Emelec | 3 - 1 | 1 - 1  |

## Classement cumulé
| Rang | Équipe                     | Pts  | J  | G  | N  | P  | Bp | Bc | Diff |
| ---- | -------------------------- | ---- | -- | -- | -- | -- | -- | -- | ---- |
| 1    | Club Sport Emelec          | 64   | 30 | 19 | 7  | 4  | 59 | 29 | +30  |
| 2    | Independiente del Valle    | 61   | 30 | 18 | 7  | 5  | 56 | 27 | +29  |
| 3    | CDU Católica del Ecuador   | 54   | 30 | 15 | 9  | 6  | 54 | 33 | +21  |
| 4    | Barcelona Sporting Club T  | 51   | 30 | 15 | 6  | 9  | 51 | 33 | +18  |
| 5    | 9 de OctubreP              | 50   | 30 | 15 | 5  | 10 | 47 | 38 | +9   |
| 6    | LDU Quito                  | 48   | 30 | 12 | 12 | 6  | 49 | 41 | +8   |
| 7    | Mushuc Runa SC             | 41   | 30 | 11 | 8  | 11 | 11 | 41 | -30  |
| 8    | Delfín SC                  | 40   | 30 | 10 | 10 | 10 | 44 | 45 | -1   |
| 9    | Sociedad Deportiva Aucas   | 39   | 30 | 10 | 9  | 11 | 47 | 43 | +4   |
| 10   | Macará                     | 36   | 30 | 9  | 9  | 12 | 35 | 46 | -11  |
| 11   | Técnico                    | 35   | 30 | 8  | 11 | 11 | 24 | 26 | -2   |
| 12   | Club Deportivo Cuenca      | 32   | 30 | 8  | 8  | 14 | 39 | 42 | -3   |
| 13   | Orense Sporting Club       | 31   | 30 | 7  | 10 | 13 | 28 | 37 | -9   |
| 14   | Guayaquil City Fútbol Club | 30   | 30 | 8  | 6  | 16 | 27 | 48 | -21  |
| 15   | Manta Fútbol Club P        | 28   | 30 | 6  | 10 | 14 | 29 | 46 | -17  |
| 16   | Centro Deportivo Olmedo    | 10-3 | 30 | 2  | 7  | 21 | 22 | 76 | -54  |

|  | Qualification pour la Copa Libertadores 2022 |
|  | Qualification pour la Copa Sudamericana 2022 |
|  | Relégué en Serie B                           |
|  | T : Tenant du titre P : Promu de Serie B     |

## Bilan de la saison
| Championnat d'Équateur de football 2021 |                                     |
| Champion                                | Independiente del Valle (1er titre) |
| Coupes et trophées                      |                                     |
| Vainqueur de la Coupe d'Équateur 2021   | annulée (es)                        |
| Qualifications continentales            |                                     |
| Copa Libertadores 2022                  | Club Sport Emelec                   |
| Copa Libertadores 2022                  | Independiente del Valle             |
| Copa Libertadores 2022                  | CDU Católica del Ecuador            |
| Copa Libertadores 2022                  | Barcelona Sporting Club             |
| Copa Sudamericana 2022                  | 9 de Octubre                        |
| Copa Sudamericana 2022                  | LDU Quito                           |
| Copa Sudamericana 2022                  | Mushuc Runa SC                      |
| Copa Sudamericana 2022                  | Delfín SC                           |
| Promotions et relégations               |                                     |
| Promus en Serie A                       | Cumbayá Fútbol Club                 |
| Promus en Serie A                       | Gualaceo Sporting Club              |
| Relégués en Serie B                     | Manta Fútbol Club                   |
| Relégués en Serie B                     | Centro Deportivo Olmedo             |